# Violblåskæg
Violblåskæg (Caryopteris incana), også skrevet Viol-Blåskæg, er en lav, løvfældende busk med gråligt løv og mørkeblå blomster i eftersommeren. Busken dyrkes, selv om den er vintersart, på grund af den sene og rige blomstring.

## Beskrivelse
Violblåskæg er en løvfældende busk med en bred, åben, opstigende vækstform. Barken er først dunhåret og gråviolet, men bliver senere brun og stribet. Det er sjældent at se skud, som er mere end et par år gamle. 
Knopperne sidder modsat, og de er bittesmå, spidse og lysegrå. I milde efterår springer knopperne ud og bliver til ganske korte, lysegrå skud. Bladene er ægformede med groft tandet rand. Oversiden er mørkegrøn med et blåt skær, mens undersiden er gråfiltet. Både løv og bark dufter krydret og lidt lavendel-agtigt. 
Blomstringen foregår i september-oktober. Blomsterne sidder i små aks i bladhjørner og skudspidser på étårige skud. De enkelte blomster er blå og klokkeformede, opspaltet i 5 kronbladslignende spidser, hvoraf den ene er større og frynset. Frugterne modner ikke her i landet.
Rodnettet består af nogle tykke hovedrødder med ganske få forgreninger. Rødderne når både langt ned og vidt omkring.
Højde x bredde og årlig tilvækst: 0,75 x 0,75 m(10 x 10 cm/år), efter hårde vintre er tilvæksten dog ofte 75 cm! 

## Hjemsted
Violblåskæg gror på bjergskråninger i krat og hedelignende plantesamfund i Japan, Korea og Mongoliet. 
I Namhae, Karasan og Tongyŏng områderne inden for Hallyŏ-Haesang-nationalparken, Korea vokser arten i blandede løvskove sammen med bl.a. butbladet liguster, bæræble, dværgcitron, fliget kranstop, haveaucuba, japansk bøg, japansk kristtorn, japansk løn, kinesisk ene, koreakornel, lampepudsergræs, mangeblomstret rose, silkepæon, skærmsølvblad, småbladet buksbom, stor japankvæde, ussuripære og Viburnum wrightii (en art af snebolle)
| Portal | Portal:Botanik |

## Note
1. ↑  Yong-Shik Kim, Dong-Ok Lim, Seung- Hoon Chun og Hyun-Tak Shin: Flora of Hallyŏ-Haesang National Park – Case Study of Namhae, Karasan and Tongyŏng Areas (koreansk). Se især "Appendix 1", some er en tabel med botaniske navne, skrevet med latinske bogstaver.